# Günter Meß
Günter Meß (* 26. November 1931) ist ein ehemaliger deutscher Fußballspieler, der für den VfR Neumünster in der Oberliga Nord spielte und in 216 Erstligaspielen auf 43 Tore kam. Aufgrund seiner herausragenden Leistungen gilt er als einer der besten Spieler in der Vereinsgeschichte des VfR Neumünster.

## Karriere als Spieler
Stadtinspektor Meß war während der Oberligazeit des VfR Neumünster einer der wichtigsten Stürmer der Mannschaft und sorgte durch seine Tore dafür, dass die Neumünsteraner zwischen 1955 und 1963 durchgängig in der höchsten Spielklasse spielten. Der Halbrechte Stürmer und zeitweilige Mannschaftskapitän absolvierte 216 Spiele für den VfR in der Oberliga und ist damit Rekordspieler des Vereins. In der ersten Regionalligaspielzeit 1963/64 absolvierte Meß darüber hinaus noch ein weiteres Spiel und gehörte vier Mal der NFV-Auswahl an, für die er ein Tor erzielen konnte.
Eines der wichtigsten Tore seiner Karriere erzielte Meß im Aufstiegsspiel gegen den VfV Hildesheim. Im Stadion Hoheluft, in dem die Neumünsteraner in der Aufstiegsrunde noch einige Wochen zuvor den Konkurrenten SC Victoria Hamburg schlagen konnten, erzielte Meß das 1:0. Das Tor, das vor 10.000 Zuschauern bereits nach einigen Minuten fiel, leitete den 2:0-Sieg über die Hildesheimer ein, der den erstmaligen Aufstieg in die erstklassige Oberliga Nord besiegelte.
Weitere bedeutende Tore seiner Karriere waren die Treffer gegen den Hamburger SV (2:1 für Neumünster) in der Saison 1958/59, sowie das 2:0 in der letzten Saison der Oberliga über den späteren Bundesligisten Eintracht Braunschweig, das gleichzeitig auch das letzte Tor seiner Karriere war. Der Sieg über die Eintracht am Ende der Saison verhalf dem VfR zum vierten Platz und damit zur Qualifikation für den Intertoto Cup.
Meß war mit der VfR-Legende Jonni Schmuck verschwägert, mit der er über lange Zeit gut zusammenspielte. Das Duo Schmuck/Meß erzielte 70 Tore in der Oberliga Nord und gab zudem zahlreiche Vorlagen für weitere Tore. Hinter Siegfried Agurew war Meß der zweitbeste Torschütze des VfR Neumünster in der Oberliga Nord. Bei einem schweren Unfall des Mannschaftsbusses der Oberligamannschaft des VfR Neumünster am 12. März 1962 konnte Meß, im Gegensatz zu vielen seiner Mannschaftskollegen unverletzt überleben und kam mit dem Schrecken davon.

## Karriere als Trainer
Nach dem Ende seiner Karriere war Meß zeitweise auch Trainer des VfR Neumünster. So übernahm er den mittlerweile in die Landesliga abgestürzten VfR in der Saison 1966 und führte die Neumünsteraner als lange Zeit einziger Trainer des VfR zur Aufstiegsrunde in die zweitklassige Regionalliga Nord. Vor 4.000 Zuschauern verloren die Lila-Weißen allerdings mit 1:5 gegen Sperber Hamburg und mussten die Hoffnungen auf einen Aufstieg in die Regionalliga daraufhin aufgeben. Darüber hinaus trainierte er den VfR noch mindestens bis zur Saison 1968/69.

## Verweise und Quellen
1. ↑  Aufgeführt sind nur die "nachgewiesenen" Einsätze in der Zeit der Oberliga Nord und der Regionalliga Nord. 217 (216 in der Oberliga Nord, 1 in der Regionalliga Nord), zudem 1 Einsatz in der Aufstiegsrunde zur Oberliga Nord. Laut einem Bericht aus dem Hamburger Abendblatt absolvierte Meß bis 1962 bereits über 500 Einsätze (aufgrund seines jungen Alters zu diesem Zeitpunkt ist davon auszugehen, dass hierbei auch Spiele in Jugendmannschaften mitgerechnet worden sind) für die Neumünsteraner.
2. 1 2  Lorenz Knieriem, Hardy Grüne: Spielerlexikon 1890–1963. In: Enzyklopädie des deutschen Ligafußballs. Band 8. AGON, Kassel 2006, ISBN 3-89784-148-7.
3. ↑  Übersicht über die Spieler der Oberliga Nord (Memento vom 19. Juli 2011 im Internet Archive)
4. ↑  Quelle: Hardy Grüne, Legendäre Fußballvereine. Zwischen TSV Achim, Hamburger SV und TuS Zeven, Agon-Sportverlag, Kassel 2004

| Personendaten    | Personendaten            |
| ---------------- | ------------------------ |
| NAME             | Meß, Günter              |
| KURZBESCHREIBUNG | deutscher Fußballspieler |
| GEBURTSDATUM     | 26. November 1931        |